# Mike Knuble
Michael Rudolph Knuble, född 4 juli 1972 i Toronto, Ontario, är en amerikansk-kanadensisk före detta professionell ishockeyspelare. Efter att ha draftats av Detroit Red Wings i den fjärde rundan i 1991 års NHL-draft som 76:e spelare totalt, spelade Knuble universitetsishockey i Michigan under fyra säsonger. Han spelade sedan två hela säsonger i AHL för Adirondack Red Wings innan han gjorde NHL-debut 1997 för just Detroit Red Wings. Säsongen därpå vann han Stanley Cup med Red Wings, innan han lämnade laget för spel i New York Rangers. 2000 blev Knuble bortbytt till Boston Bruins, där han stannade fram till och med säsongen 2003/04. Vid lock-outen i NHL året därpå spelade Knuble för Linköping HC i Elitserien, där han med 26 mål vann seriens skytteliga. Då han återvände till NHL säsongen 2005/06 spelade han för Philadelphia Flyers. Efter fyra säsonger i Flyers spelade han ytterligare två säsonger i Washington Capitals innan han avslutade sin spelarkarriär.
Knuble har representerat USA vid fyra VM-turneringar och vid ett OS.
Sedan säsongen 2014/15 har Knuble varit assisterande tränare för Grand Rapids Griffins i AHL. 2017 vann han Calder Cup med laget.

## Karriär

### Klubblag
Vid NHL-draften 1991 valdes Knuble i den fjärde rundan som 76:e spelare totalt av Detroit Red Wings. De nästkommande fyra åren tillbringade han med Michigan Wolverines på University of Michigan. Efter dessa fyra år gjorde Knuble proffsdebut under Calder Cup-slutspelet 1995 med Adirondack Red Wings i AHL. Knuble tillbringade sedan hela säsongen 1995/96 och större delen av säsongen 1996/97 med Adirondack Red Wings i AHL, innan han gjorde NHL-debut den 26 mars 1997 med Detroit Red Wings. Debuten skedde mot Colorado Avalanche i en ökänd match som sedan dess har kallats för "Fight Night at the Joe". I sin sjätte NHL-match gjorde Knuble sitt första NHL-mål, på Felix Potvin, i en 4–2-seger mot Toronto Maple Leafs. Totalt spelade Knuble nio grundseriematcher i NHL säsongen 1996/97, och inga slutspelsmatcher. Detroit vann Stanley Cup samma säsong men Knuble fick inte sitt namn ingraverat i pokalen då han inte spelat tillräckligt många matcher med laget under säsongens gång.
1997/98 gjorde Knuble sin första hela säsong i NHL. Han spelade 53 grundseriematcher och noterades för 13 poäng (sju mål, sex assist). I slutspelet ställdes Red Wings mot Phoenix Coyotes i åttondelsfinal. Knuble gjorde sin första slutspelsmatch den 22 april 1998, men spelade endast de tre inledande matcherna i slutspelet. Detroit tog sig till final för andra året i följd och vann också finalserien mot Washington Capitals med 4–0 i matcher. Denna gång hade Knuble spelat tillräckligt många matcher med Detroit under säsongen och fick därmed sitt namn ingraverat i pokalen.
Inför säsongen 1998/99 blev Knuble bortbytt av Detroit till New York Rangers mot ett draftval i den andra och tredje rundan av NHL-draften 2000 (Tomáš Kopecký och Igor Radulov). Knuble spelade samtliga 82 grundseriematcher för Rangers den säsongen och noterades för 35 poäng (15 mål, 20 assist). Med en månad kvar av säsongen 1999/00 bytte Rangers bort Knuble till Boston Bruins i utbyte mot Rob DiMaio. Under sin femte säsong i Bruins noterades Knuble för 46 poäng (21 mål, 25 assist) på 82 matcher, och satte också ett NHL-rekord för de två snabbaste målen av en och samma spelare i inledningen av en match. Rekordet sattes den 14 februari 2004 mot Florida Panthers. Han gjorde ett mål tio sekunder in i första perioden och följde sedan upp detta med att göra ytterligare ett mål 27 sekunder in i matchen.

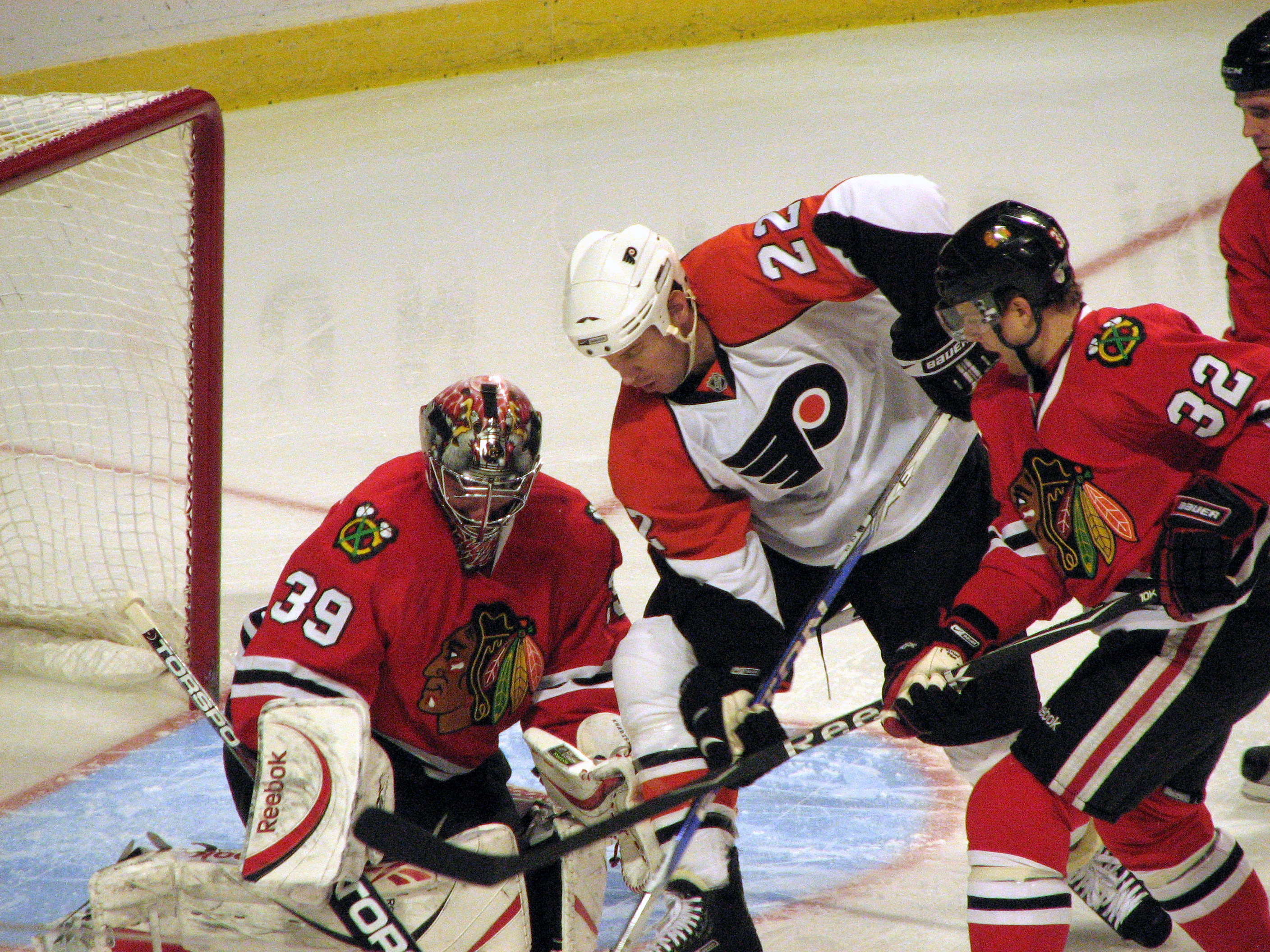
Knuble med Philadelphia Flyers.

Inför säsongen 2004/05 skrev Knuble, som free agent, i juli 2004 på ett treårsavtal med Philadelphia Flyers. Han spelade sedan för Linköping HC i Elitserien under säsongen 2004/05 på grund av lock-out i NHL. Knuble spelade sin första Elitseriematch den 21 september 2004 och gjorde sitt första Elitseriemål den 28 september samma år då han gjorde det avgörande 4–3-målet, i en 7–3-seger mot HV71. Linköping slutade tvåa i grundserien och på 49 matcher stod Knuble för 39 poäng. Han slutade trea i lagets interna poängliga och åtta i seriens totala poängliga. Med 26 gjorda mål vann Knuble seriens skytteliga. I slutspelet slogs Linköping ut i kvartsfinalserien mot Södertälje SK med 4–2 i matcher. På dessa sex matcher noterades Knuble för en assistpoäng.
Då lockouten var över återvände Knuble till NHL säsongen 2005/06 och blev placerad i en kedja tillsammans med Simon Gagné och Peter Forsberg – denna kedja fick senare smeknamnet "Deuces Wild". Detta medförde att Knuble stod för sin poängmässigt bästa säsong och slog personligt mål- (34), assist- (31), och poängrekord (65). Säsongen därpå var Knuble på väg att duplicera dessa siffror då han kolliderade med sin forna lagkamrat i Rangers och Red Wings, Brendan Shanahan. Efter att ha varit borta från spel i en månads tid återvände han och noterades för 54 poäng på 64 matcher (24 mål, 30 assist). Knuble var tillsammans med Gagné de enda spelarna i Flyers att få en plusnotering i sin plus/minus-statistik denna säsong. Knuble gjorde sitt första hat trick i NHL den 2 februari 2008, då han noterades för samtliga mål i en 3–0-seger mot Anaheim Ducks. Den 17 april samma år gjorde han sitt första övertidsmål i Stanley Cup-slutspelet då han avgjorde en match till 4–3 mot Washington Capitals.

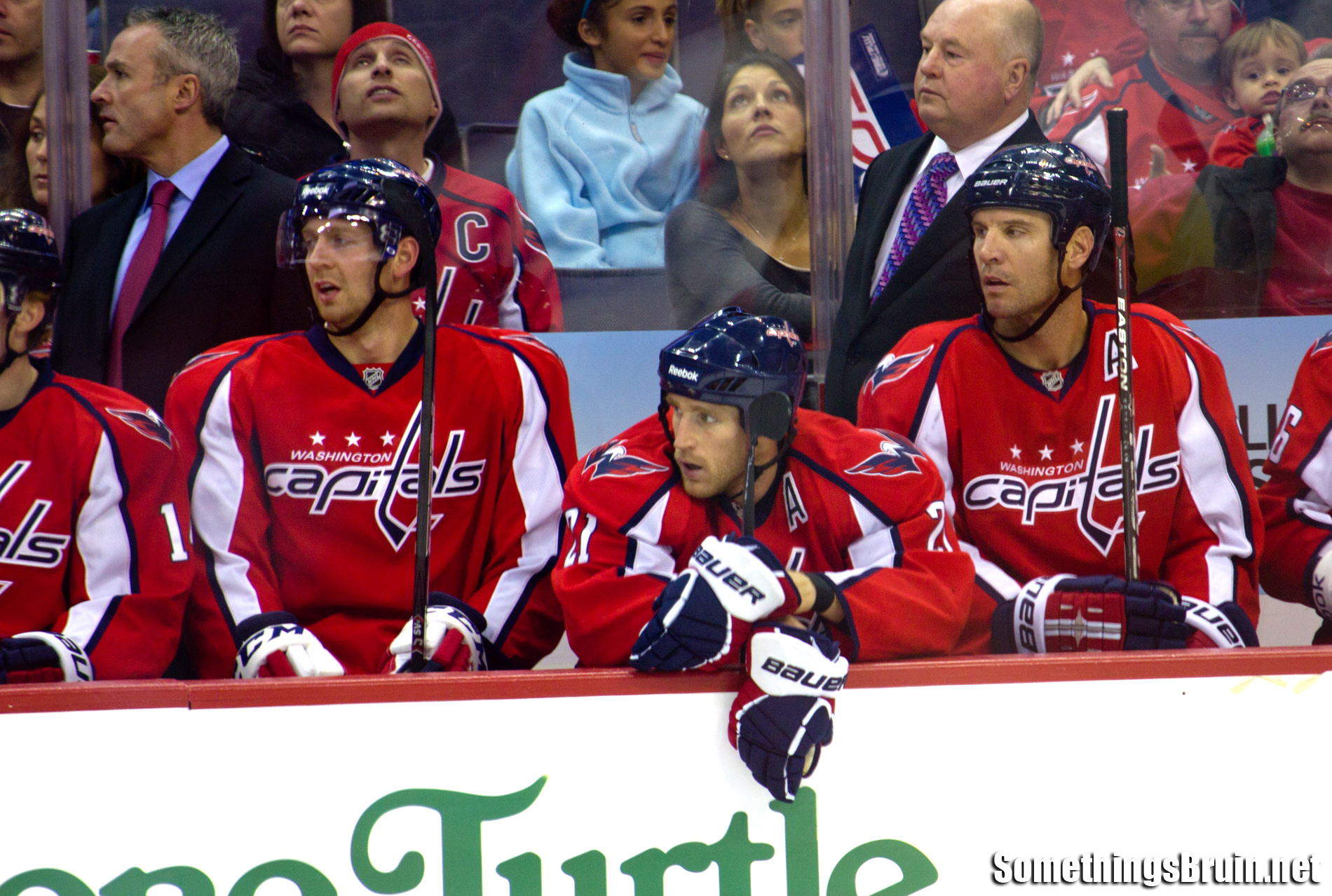
Knuble (t.h.) under sin andra säsong med Washington Capitals.

Den 1 juli 2009 skrev Knuble på ett tvåårsavtal med Capitals, till ett värde av 2,8 miljoner dollar. I en match mot Minnesota Wild, den 13 november 2009, bröt Knuble ett finger i den första perioden, vilket medförde att han inte kunde slutföra matchen. Efter att ha varit utanför spel i fyra veckors tid återvände han den 11 december. Knuble gjorde Washingtons första mål i den andra perioden av NHL Winter Classic 2011, på Marc-André Fleury i en 3–1-seger mot Pittsburgh Penguins. Den 11 april 2011 förlängde Knuble sitt kontrakt med Washington med ytterligare ett år, ett avtal värt 2 miljoner dollar. Under den följande säsongen spelade Knuble sin 1 000:e NHL-match den 20 december 2011. Vid den tidpunkten hade Knuble gjort 221 NHL-mål sedan han fyllt 30.
Den 24 januari 2013 skrev Knuble ett ettårsavtal med Philadelphia Flyers. Tidigare samma månad spelade han en match för Grand Rapids Griffins i AHL, där han noterades för en assistpoäng.

### Internationellt
1995 blev Knuble uttagen att spela VM i Sverige. Knuble gjorde under turneringen sin första landskamp den 24 april. USA vann sin grupp men slogs sedan ut i kvartsfinal av Kanada med 4–1. På sex matcher stod Knuble för tre poäng (ett mål, två assist). Han spelade sedan sitt andra VM 1999 i Norge. USA tog sig till den andra gruppspelsrundan men blev där utslagna efter förluster mot Finland och Kanada. USA slutade sexa i turneringen och Knuble gick poänglös på sina sex spelade matcher. 2001 blev Knuble uttagen att spela sitt tredje VM, som denna gång avgjordes i Tyskland. Efter att ha tagit sig vidare från de båda gruppspelsrundorna slog USA ut Kanada i kvartsfinal (4–3). Man föll dock sedan i semifinal mot Finland med 3–1 och förlorade därefter också bronsmatchen mot Sverige (2–3). På nio matcher stod Knuble för två mål. Då VM avgjordes i Österrike 2005 spelade Knuble sitt fjärde och sista världsmästerskap. Laget lyckades ta sig till kvartsfinal, väl där förlorade man sedan man tappat en 2–0-ledning i den sista perioden. Matchen avgjordes till Tjeckiens fördel efter straffläggning. Knuble gjorde sitt poängmässigt bästa VM och stod för sex poäng på sju matcher (fyra mål och två assist), och vann därmed USA:s interna poängliga.
2006 blev Knuble uttagen att representera USA under OS i Turin. Efter att ha tagit sig igenom gruppspelsrundan där man var sista lag att ta sig till slutspel, ställdes USA mot Finland i kvartsfinal. Knuble reducerade Finlands 2–0-ledning, men USA förlorade till slut med 4–3, och USA slutade därmed på en åttonde plats i turneringen. På sex matcher stod Knuble för ett mål och en assistpoäng.

## Statistik

### Klubblag
| 1991–92    | Michigan Wolverines   | CCHA       | 43    | 7   | 8   | 15  | 48  | —  | —  | —  | —  | —  |
| 1992–93    | Michigan Wolverines   | CCHA       | 39    | 26  | 16  | 42  | 57  | —  | —  | —  | —  | —  |
| 1993–94    | Michigan Wolverines   | CCHA       | 41    | 32  | 26  | 58  | 71  | —  | —  | —  | —  | —  |
| 1994–95    | Michigan Wolverines   | CCHA       | 34    | 38  | 22  | 60  | 62  | —  | —  | —  | —  | —  |
| 1994–95    | Adirondack Red Wings  | AHL        | —     | —   | —   | —   | —   | 3  | 0  | 0  | 0  | 0  |
| 1995–96    | Adirondack Red Wings  | AHL        | 80    | 22  | 23  | 45  | 59  | 3  | 1  | 0  | 1  | 0  |
| 1996–97    | Adirondack Red Wings  | AHL        | 68    | 28  | 35  | 63  | 54  | —  | —  | —  | —  | —  |
| 1996–97    | Detroit Red Wings     | NHL        | 9     | 1   | 0   | 1   | 0   | —  | —  | —  | —  | —  |
| 1997–98    | Detroit Red Wings     | NHL        | 53    | 7   | 6   | 13  | 16  | 3  | 0  | 1  | 1  | 0  |
| 1998–99    | New York Rangers      | NHL        | 82    | 15  | 20  | 35  | 26  | —  | —  | —  | —  | —  |
| 1999–00    | New York Rangers      | NHL        | 59    | 9   | 5   | 14  | 18  | —  | —  | —  | —  | —  |
| 1999–00    | Boston Bruins         | NHL        | 14    | 3   | 3   | 6   | 8   | —  | —  | —  | —  | —  |
| 2000–01    | Boston Bruins         | NHL        | 82    | 7   | 13  | 20  | 37  | —  | —  | —  | —  | —  |
| 2001–02    | Boston Bruins         | NHL        | 54    | 8   | 6   | 14  | 88  | 2  | 0  | 0  | 0  | 0  |
| 2002–03    | Boston Bruins         | NHL        | 75    | 30  | 29  | 59  | 45  | 5  | 0  | 2  | 2  | 2  |
| 2003–04    | Boston Bruins         | NHL        | 82    | 21  | 25  | 46  | 32  | 7  | 2  | 0  | 2  | 0  |
| 2004–05    | Linköping HC          | Elitserien | 49    | 26  | 13  | 39  | 40  | 6  | 0  | 1  | 1  | 2  |
| 2005–06    | Philadelphia Flyers   | NHL        | 82    | 34  | 31  | 65  | 80  | 6  | 1  | 3  | 4  | 8  |
| 2006–07    | Philadelphia Flyers   | NHL        | 64    | 24  | 30  | 54  | 56  | —  | —  | —  | —  | —  |
| 2007–08    | Philadelphia Flyers   | NHL        | 82    | 29  | 26  | 55  | 72  | 12 | 3  | 4  | 7  | 6  |
| 2008–09    | Philadelphia Flyers   | NHL        | 82    | 27  | 20  | 47  | 62  | 6  | 2  | 1  | 3  | 2  |
| 2009–10    | Washington Capitals   | NHL        | 69    | 29  | 24  | 53  | 59  | 7  | 2  | 4  | 6  | 6  |
| 2010–11    | Washington Capitals   | NHL        | 79    | 24  | 16  | 40  | 36  | 6  | 2  | 0  | 2  | 8  |
| 2011–12    | Washington Capitals   | NHL        | 72    | 6   | 12  | 18  | 32  | 11 | 2  | 1  | 3  | 6  |
| 2012–13    | Grand Rapids Griffins | AHL        | 1     | 0   | 1   | 1   | 0   | —  | —  | —  | —  | —  |
| 2012–13    | Philadelphia Flyers   | NHL        | 28    | 4   | 4   | 8   | 20  | —  | —  | —  | —  | —  |
| NHL totalt | NHL totalt            | NHL totalt | 1 068 | 278 | 270 | 548 | 641 | 65 | 14 | 16 | 30 | 38 |

### Internationellt
| År            | Lag           | Turnering     | Matcher | Mål | Assists | Poäng | Utv. |
| ------------- | ------------- | ------------- | ------- | --- | ------- | ----- | ---- |
| 1995          | USA           | VM            | 6       | 1   | 2       | 3     | 2    |
| 1999          | USA           | VM            | 6       | 0   | 0       | 0     | 10   |
| 2001          | USA           | VM            | 9       | 2   | 0       | 2     | 2    |
| 2005          | USA           | VM            | 7       | 4   | 2       | 6     | 8    |
| 2006          | USA           | OS            | 6       | 1   | 1       | 2     | 4    |
| Senior totalt | Senior totalt | Senior totalt | 34      | 8   | 5       | 13    | 26   |